# كارابان
كاربان هي جزيرة في شمال غرب ال سنغال وهي توجد في نهر كاسامانس في إقليم كاسامانس.

## الموقع
تبلغ مساحة جزيرة كارابان السنغالية 57 كم2‌،كارابان هي مصب نهر كازامنس على الضفة اليسرى بمواجهة رأس ديوغي ،تقع عند خط العرض 12ْ 32َ وخط الطول 16ْ 43َ وتقع بالقرب من إيلنكين وعلى بعد 60كم من زينغشوروعلى مسافة 500 كم من دكار.